# Overseer
Rob Overseer (* in Leeds als Robert George Howes) ist ein britischer DJ und Produzent der elektronischen Musikrichtung Big Beat. Overseer ist für seine Arbeit an Soundtracks für Animatrix, Snatch – Schweine und Diamanten oder An jedem verdammten Sonntag bekannt. Außerdem produzierte er Songs für die Videospiele Need for Speed: Underground, SSX 3 und Stuntman.
Seine Werke werden auch oft für Werbetrailer, wie beispielsweise die der Unternehmen Vodafone oder Mitsubishi, genutzt.
Er veröffentlichte 2003 das Album Wreckage, auf welchem sämtliche bisherig bekannten Tracks zu finden waren. Viele Kollaborationen mit wenig bekannten Künstlern geben der CD jedoch neue Impulse und erweitern das Genre.  
Ein weiterer Erfolg war der Songbeitrag Skylight zu dem Soundtrack des Actionfilms Blade Trinity.

## Diskografie

### Alben
- 2003: Wreckage (Columbia)
- 2003: Wreckage (When)

### EPs und Singles
- 1996: The Zeptastic (Soundclash)
- 1998: Hit the Tarmac (Soundclash)
- 1998: Baris/Droppin’ it (Soundclash)
- 2000: Everything louder than everything else (Columbia Records)
- 2000: Supermoves
- 2003: Horndog
- 2005: Velocity Shift (iTunes)
- 2005: Horndog/Doomsday (When)

| Personendaten    | Personendaten                                                          |
| ---------------- | ---------------------------------------------------------------------- |
| NAME             | Overseer                                                               |
| ALTERNATIVNAMEN  | Overseer, Rob (vollständiger Name); Howes, Robert George (Geburtsname) |
| KURZBESCHREIBUNG | britischer DJ und Produzent der elektronischen Musikrichtung Big Beat  |
| GEBURTSDATUM     | 20. Jahrhundert                                                        |
| GEBURTSORT       | Leeds                                                                  |